# Microchiroptera
I Microchirotteri (Microchiroptera Dobson, 1875) sono un sottordine di pipistrelli.

## Descrizione

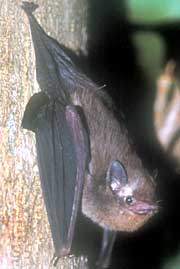
Emballonura semicaudata

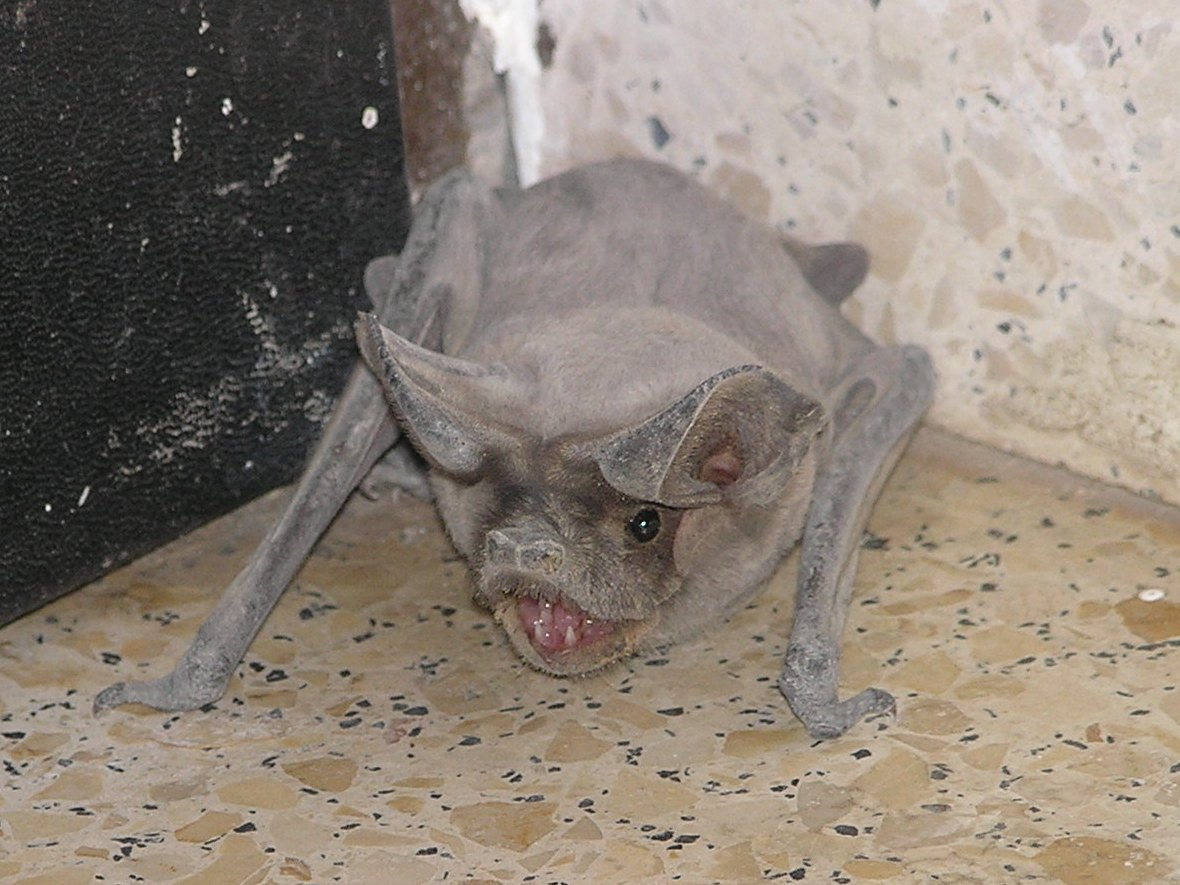
Tadarida teniotis

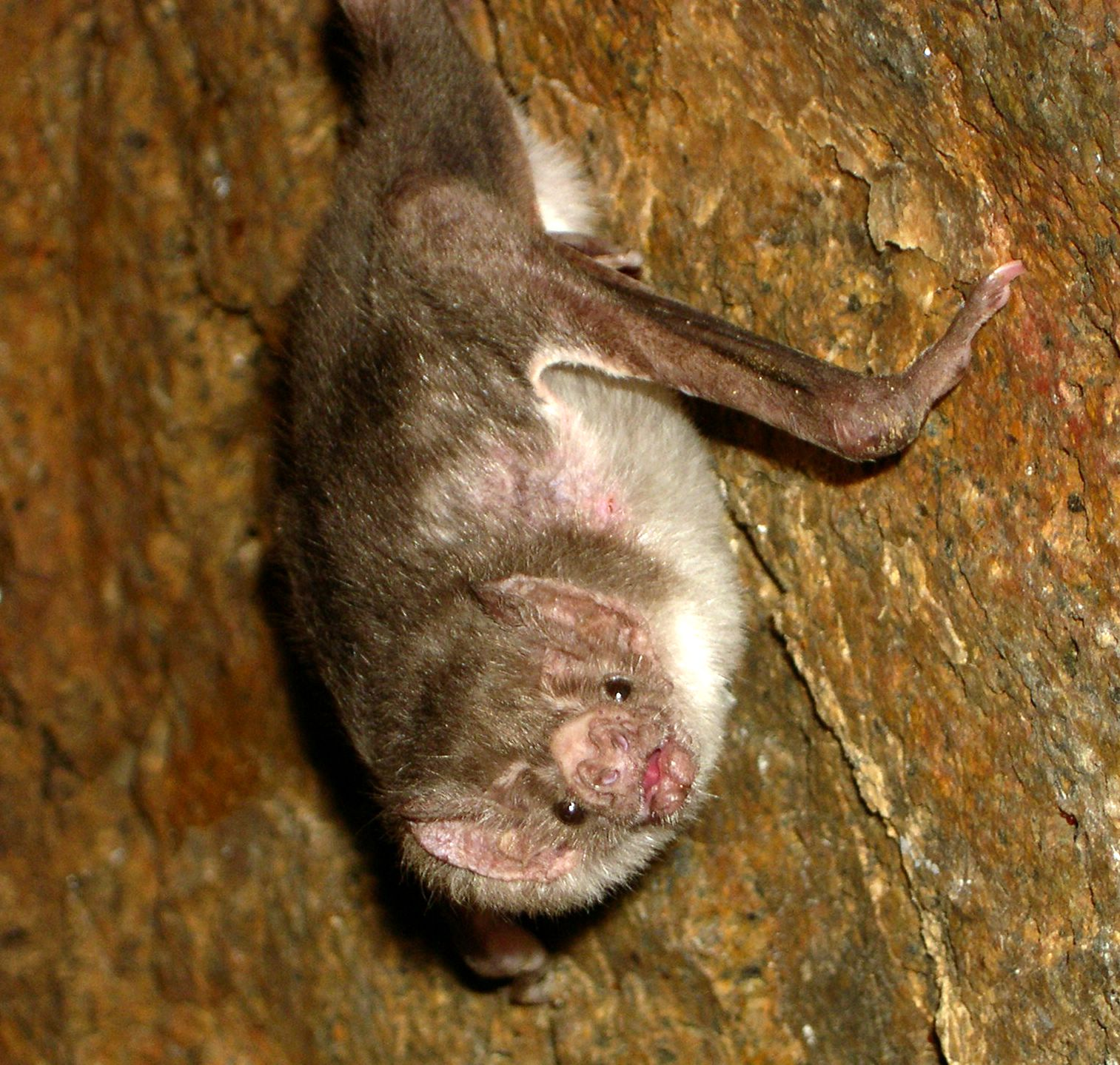
Desmodus rotundus

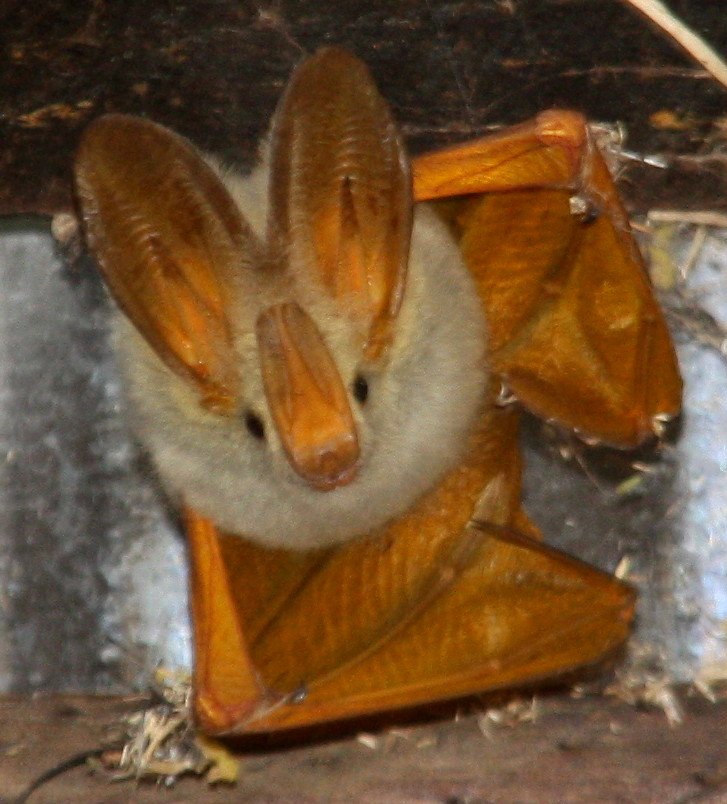
Lavia frons

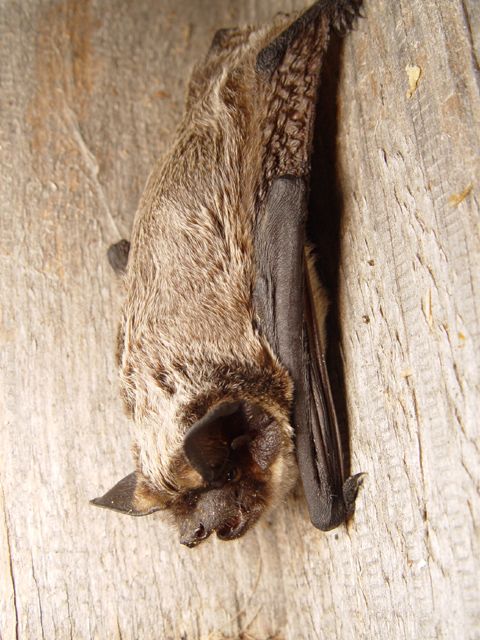
Vespertilio murinus

### Dimensioni
Al sottordine dei Microchirotteri appartengono pipistrelli di piccole e medie dimensioni, che variano dal minuscolo Craseonycteris thonglongyai, dal peso di soli 2 grammi, al Macroderma gigas, che raggiunge i 216 grammi.

### Caratteristiche fisiche
La caratteristica principale che li contraddistingue dai Megachirotteri è l'aspetto complesso dell'orecchio esterno, dove i margini non formano mai un anello completo. Sono spesso presenti un trago e un antitrago, e talvolta le orecchie sono unite tra loro alla base e variano notevolmente nelle proporzioni tra le specie.
Il secondo dito della mano non è indipendente dal terzo ed è privo dell'ultima falange e dell'artiglio. La coda è quasi sempre ben sviluppata e inclusa nell'uropatagio completamente o solo in parte.
Sono spesso presenti delle formazioni carnose sul naso, dette "foglie nasali", e sulla bocca e il mento. Gli occhi sono generalmente ridotti, la funzione visiva è spesso limitata. Solitamente il corpo è ricoperto di una densa pelliccia uniforme, tranne che nel genere Cheiromeles, dove le specie sono completamente glabre. Le ali variano notevolmente nelle proporzioni, in relazione al comportamento e alla dieta. Ali corte e larghe forniscono una maggiore portanza e quindi una maggiore manovrabilità, adatta al volo lento o tra gli ostacoli oppure in stazionamento davanti a fiori o frutti. Invece ali lunghe e strette permettono velocità più elevate e lunga autonomia, necessarie per predazione negli spazi aperti. Le membrane alari sono attaccate lungo i fianchi del corpo. In alcune specie l'attaccatura è lungo la spina dorsale, dando l'impressione di una schiena priva di peli. I denti sono tipici degli insettivori, tranne che in qualche Fillostomide. I denti masticatori sono diversi uno dall'altro e hanno una disposizione delle cuspidi tipica a W. Il cranio presenta un rostro specializzato nella forma e un processo post-orbitale assente o rudimentale, eccetto che negli Emballonuridi.

### Ecolocazione
L'orientamento avviene principalmente tramite l'ecolocazione, per mezzo di ultrasuoni generati dalla laringe. Le frequenze generalmente variano tra 25 e 100 kHz, sebbene alcune specie possono emettere suoni anche a 150 kHz. Gli impulsi variano anche in funzione delle strategie predatorie e dei meccanismi con cui le informazioni vengono elaborate.
Solitamente gli impulsi fuoriescono dalla bocca o dalle narici, nel qual caso vengono orientati correttamente dalla foglia nasale e il segnale di ritorno viene intercettato dalle orecchie.

## Biologia

### Comportamento
La maggior parte delle specie sono fortemente gregarie, raggiungendo colonie di diversi milioni di individui. Necessitano di siti di riposo specifici. Si possono trovare in grotte, crepacci, sugli alberi e nelle loro cavità, sotto tronchi caduti, e in qualsiasi tipologia di fabbricati umani. Poiché la maggior parte dei Microchirotteri ha un elevato metabolismo, durante i periodi più freddi attivano stati di ibernazione, oppure di torpore nei momenti di inattività durante la giornata. Tuttavia diverse specie preferiscono migrare in località più calde.

### Alimentazione
La maggior parte di questi pipistrelli è insettivora. Tuttavia sono presenti specie carnivore, piscivore e anche frugivore e nettarivore. Le 3 specie di Desmodontinae si nutrono solamente di sangue di altri vertebrati, in particolare di animali domestici e uccelli. Soltanto Mystacina tuberculata è onnivora.

### Riproduzione
Gran parte di questi pipistrelli hanno una stagione riproduttiva prima di entrare in ibernazione, se questa condizione si verifica. Poiché è necessario sincronizzare le nascite con la disponibilità di risorse alimentari, molte specie hanno evoluto complessi sistemi di riproduzione come l'ovulazione ritardata o indotta, il deposito di sperma, la fecondazione, l'impianto ritardato e la diapausa embrionica. Le femmine generalmente danno alla luce 1-2 piccoli alla volta, tranne che in alcune specie del genere Lasiurus, dove possono nascere fino a 4 piccoli alla volta. L'aspettativa di vita è eccezionalmente lunga. Nonostante che tra i mammiferi normalmente gli individui più piccoli hanno una vita più breve, questi animali possono raggiungere anche i 30 anni. Il record appartiene a un esemplare di Myotis lucifugus, il quale fu catturato nuovamente dopo 33 anni dalla sua prima marcatura.

## Distribuzione e habitat
I Microchirotteri sono diffusi in tutto il mondo, con eccezione delle zone polari e di alcune isole remote.
Vivono in molteplici tipi di habitat, dalle foreste tropicali, alle zone desertiche e insediamenti umani.

## Tassonomia
- Superfamiglia Emballonuroidea - Pipistrelli insettivori cosmopoliti. Il secondo dito della mano è privo di falangi. Il processo post-orbitale è ben sviluppato.
  - Famiglia Emballonuridae
- Superfamiglia Molossoidea - Pipistrelli insettivori cosmopoliti. Un incisivo su ogni semi-arcata superiore. Le costole sono prive della lamina anteriore, mentre quella posteriore è sottile.
  - Famiglia Molossidae
- Superfamiglia Nataloidea - Pipistrelli insettivori del Nuovo Mondo e del Madagascar. Il secondo dito della mano ha la prima falange non ossificata o assente. Sono presenti 3 premolari su ogni semi-arcata inferiore. Le orecchie sono generalmente a forma di imbuto.
  - Famiglia Furipteridae
  - Famiglia Myzopodidae
  - Famiglia Natalidae
  - Famiglia Thyropteridae
- Superfamiglia Noctilionoidea - Pipistrelli carnivori, insettivori, nettarivori e frugivori del Nuovo Mondo e della Nuova Zelanda. Le femmine hanno un clitoride allungato. Sono spesso presenti foglie nasali, escrescenze carnose sul mento e labbra rigonfie.
  - Famiglia Mormoopidae
  - Famiglia Mystacinidae
  - Famiglia Noctilionidae
  - Famiglia Phyllostomidae
- Superfamiglia Rhinolophoidea - Pipistrelli insettivori e carnivori del vecchio Mondo. Le ossa premascellari sono ridotte alla sola porzione palatale o completamente assenti. La prima costola è circa il doppio delle altre. 
  - Famiglia Megadermatidae
  - Famiglia Nycteridae
  - Famiglia Rhinolophidae
  - Famiglia Hipposideridae
  - Famiglia Rhinonycteridae
- Superfamiglia Rhinopomatoidea - Pipistrelli insettivori del vecchio Mondo. Una cresta trasversale carnosa è innestata sul naso sopra le narici. Sono presenti due falangi su ogni dito della mano. Il calcar è assente. 
  - Famiglia Craseonycteridae
  - Famiglia Rhinopomatidae
- Superfamiglia Vespertilionoidea Pipistrelli insettivori cosmopoliti. Hanno un condotto naso-palatino. I muscoli mandibolari sono modificati.
  - Famiglia Miniopteridae
  - Famiglia Vespertilionidae
  - Famiglia Cistugidae

- Microchirotteri estinti
  - Genere Icaronycteris †
  - Famiglia Onychonycteridae †